# David Attenborough
David Frederick Attenborough (Londres, 8 de mayo de 1926) es un científico británico, uno de los divulgadores naturalistas más conocidos de la televisión. Considerado uno de los pioneros en documentales sobre la naturaleza, ha escrito y presentado ocho series (llegó a producir una novena), e hizo posible que se vea prácticamente cualquier aspecto de la vida en la Tierra. También ocupó puestos en la gerencia de la BBC, donde ejerció como gerente de distribución de recursos humanos para la BBC2 y también como director de programación de la BBC en los años 1960 y 1970. Es hermano menor del fallecido actor y director Richard Attenborough.

## Biografía

### Comienzos
David Attenborough nació el 8 de mayo de 1926 en Londres. Se crio en el College House del campus de la Universidad de Leicester, lugar en el que su padre, Frederick Attenborough, fue director. Es el segundo hijo de tres: su hermano mayor, Richard, fue actor y director; su hermano menor, John, es director ejecutivo de Alfa Romeo. Durante la Segunda Guerra Mundial, sus padres adoptaron a dos chicas refugiadas judías, procedentes de las zonas de conflicto.
Attenborough pasó su infancia coleccionando fósiles, rocas y otros especímenes naturales. Recibió muchos ánimos a la edad de siete años, cuando la joven arqueóloga Jacquetta Hawkes admiró su "museo". Unos cuantos años más tarde, una de sus hermanas adoptivas le regaló un pedazo de ámbar que contenía insectos fósiles. Cincuenta años después, esta roca de ámbar fue el foco del programa titulado The Amber Time Machine (La máquina del tiempo de ámbar). Attenborough estudió en la Wyggeston Grammar School for Boys de Leicester y logró, tras sus estudios primarios, ingresar en el Clare College de la Universidad de Cambridge donde obtuvo el Grado en Ciencias Naturales. En 1947 tuvo que realizar el servicio militar en la Marina Real británica y pasó algunos años en Gales del Norte y en el fiordo de Forth. En 1950 se casó con Jane Elizabeth Ebsworth Oriel; su matrimonio duró hasta la muerte de ella, en 1997, y tuvieron dos hijos, Robert y Susan.

## Series de televisión

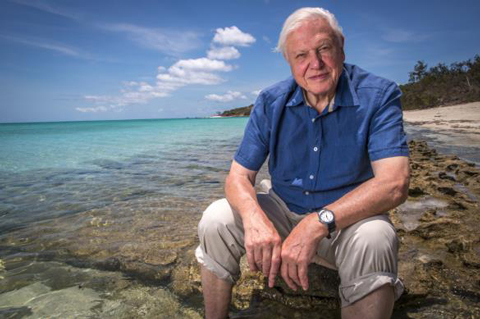
David Attenborough en la Gran Barrera de Coral.

La mayor parte de las producciones de David Attenborough son documentales de televisión sobre la naturaleza que él mismo ha presentado y escrito en las series Life (Vida), la cual comienza con la trilogía; Life on Earth (1979, La Vida en la Tierra en versión española); The Living Planet (1984, El Planeta Viviente) y The Trials of Life (1990, La Vida a Prueba). En ellas no sólo examina detalladamente los organismos vivos existentes en la Tierra desde diferentes puntos de vista, sino que elabora de forma visual una clasificación taxonómica y ecológica en diferentes estados de la vida.
Antes de concluir dicha saga, realizó otros trabajos menos populares, como la miniserie documental Lost Worlds, Vanished Lives (1989, sobre paleontología), The First Eden (1989, sobre el Mediterráneo).
A estas producciones iniciales les siguieron otros programas más especializados, como Life in the Freezer (1993, El Planeta Helado, sobre la Antártida), The Private Life of Plants (1995, La Vida Privada de las Plantas), The Life of Birds (1998, La Vida de las Aves), The Life of Mammals (2002, La Vida de los Mamíferos en España y Mamíferos en Hispanoamérica), Life in the Undergrowth (2005, Vida en miniatura en España y Universo en miniatura en Hispanoamérica, que trata en exclusiva de invertebrados terrestres). El más reciente es Life in Cold Blood (2008) (La vida a sangre fría), un monográfico sobre reptiles y anfibios, ganador de un premio BAFTA de televisión 2009 en la categoría "Best Specialist Factual".
Durante esos años también realizó otros trabajos, como las miniseries documentales State of the Planet (2000, sobre la crisis medioambiental) y The Truth About Climate Change (2006, miniserie de dos capítulos sobre el cambio climático). También hizo de voz en off de las series documentales The Blue Planet (2001) y Planet Earth (2006, Planeta Tierra, que fue el primer documental natural de la BBC en HD y el más caro hasta entonces), galardonadas con varios premios Emmy. En la versión doblada en España de sus series documentales, la voz en off y de presentación de David Attenborough casi siempre ha sido la del actor de doblaje español José Ángel Juanes Seseña (La Vida en la Tierra, El Planeta Viviente, La Vida a Prueba, El Planeta Helado, La Vida de los Mamíferos...). Posteriormente también lo ha hecho en numerosas ocasiones José María del Río (Planeta Tierra, Life, Madagascar, África...). Para Hispanoamérica, el encargado de prestar su voz en el doblaje de algunos de sus documentales, fue el ya fallecido locutor y actor de doblaje argentino Ricardo Lani.
Entre 2010 y 2020, Sir David Attenborough consolidó su rol como uno de los divulgadores científicos más influyentes del mundo, liderando varias producciones documentales de alto impacto enfocadas en la biodiversidad y el cambio climático. Uno de sus proyectos más destacados fue la serie Planet Earth II (2016), continuación de la aclamada Planet Earth, que combinó tecnología de filmación avanzada con una narrativa envolvente para mostrar la vida salvaje en distintos hábitats del planeta. En 2017, presentó Blue Planet II, una serie centrada en los océanos que tuvo gran repercusión global al evidenciar los efectos del plástico en la vida marina. Hacia el final de la década, Attenborough dirigió su atención aún más directamente a la crisis ambiental. En 2019, colaboró con Netflix y WWF en Our Planet, una serie que no solo celebró la riqueza de la naturaleza, sino que también advirtió sobre el impacto humano en los ecosistemas. Ese mismo año, presentó el especial Climate Change – The Facts, centrado en la evidencia científica del cambio climático. Su trabajo durante esta década no solo entretuvo e informó, sino que ayudó a moldear la conciencia ambiental global, posicionándolo como una voz clave en la lucha por la protección del planeta.
Entre 2020 y 2023, Attenborough continuó su labor como defensor del medio ambiente con una urgencia aún mayor. En 2020 lanzó el documental autobiográfico David Attenborough: A Life on Our Planet, donde reflexiona sobre los cambios drásticos que ha presenciado en la naturaleza durante su vida y hace un llamado directo a revertir el daño ambiental. Ese mismo año, participó en Extinction: The Facts, un especial que expone las causas y consecuencias de la pérdida masiva de biodiversidad. En 2021, narró la innovadora serie de Netflix Life in Colour, que explora el uso del color en el reino animal con tecnología de cámaras multiespectrales. También tuvo una participación destacada en la COP26 en Glasgow (2021), donde se dirigió a líderes mundiales como “el testigo de la historia de la Tierra”, instándolos a actuar con decisión ante la crisis climática. En 2022, volvió a trabajar con la BBC en Frozen Planet II, donde documentó con conmovedora claridad los efectos del calentamiento global en los polos y las regiones heladas del mundo. En 2023, regresó con Wild Isles, una serie centrada en la vida silvestre del Reino Unido, que reafirmó la importancia de proteger incluso los ecosistemas locales. A sus más de 90 años, su voz se mantuvo firme y relevante, consolidando su legado como un incansable defensor del planeta.
En 2024, con 97 años, Sir David Attenborough continuó su incansable labor divulgativa con nuevos proyectos enfocados en la conservación y la educación ambiental. En conjunto con la BBC lanzó Planet Earth III, una esperada secuela que Attenborough volvió a narrar con su inconfundible voz, explorando los hábitats más extremos del planeta y resaltando tanto la belleza de la vida salvaje como su creciente vulnerabilidad frente a la crisis climática. La serie fue aclamada por su impresionante calidad visual y su poderoso mensaje ecológico, también trabajó en otros documentales como "Attenborough and the Giant Sea Monster" (2024), Mammals (2024) y Asia (2024). Paralelamente, continuó participando en iniciativas educativas y campañas globales para la protección de la biodiversidad, reafirmando su compromiso con las generaciones futuras. A pesar de su avanzada edad, Attenborough siguió siendo una figura activa e influyente, símbolo universal de la conciencia ambiental y del amor por la naturaleza.

## Opiniones y apoyos

### En defensa del ambiente
Desde el principio, las principales series de Attenborough han incluido algunos contenidos sobre el impacto de la sociedad humana sobre el mundo natural. El último episodio de El planeta viviente, por ejemplo, se centra casi exclusivamente en la destrucción del ambiente por el humano y las formas en que podría ser detenido o revertido. A pesar de ello, sus programas han sido criticados por no hacer más explícito su mensaje a favor del medio ambiente. Algunos ecologistas consideran que programas como los de Attenborough dan una falsa imagen idílica de la naturaleza y no hacen lo suficiente para dar a conocer que esas zonas están siendo cada vez más invadidas por los seres humanos.
Sin embargo, su mensaje de clausura de State of the Planet fue rotundo:

El futuro de la vida en la Tierra depende de nuestra capacidad para tomar medidas. Muchas personas están haciendo lo que pueden, pero el verdadero éxito sólo puede venir si hay un cambio en nuestras sociedades, nuestra economía y en nuestra política. He sido afortunado en mi vida por ver algunos de los mayores espectáculos naturales que el mundo ofrece. Sin duda, tenemos la responsabilidad de dejar para las generaciones futuras un planeta que sea saludable, habitable para todas las especies.

### Las religiones y el creacionismo
En diciembre de 2005, en una entrevista con Simon Mayo en la BBC Radio Five Live, Attenborough dijo que se considera a sí mismo un agnóstico. Al preguntársele por si su observación de la naturaleza le ha dado fe en un creador, generalmente responde con alguna versión de esta historia:

Mi respuesta es que cuando los creacionistas hablan de Dios creando cada especie individual como un acto separado, siempre citan como ejemplo colibríes, orquídeas, o girasoles y cosas bonitas. Pero yo, en lugar de eso, tiendo a pensar en un gusano parásito que está horadando el ojo de un niño sentado a la orilla de un río en África occidental, un gusano que le va a dejar ciego. Y les pregunto, ¿me estás diciendo que el Dios en el que crees, que siempre dices que es misericordioso, que cuida de cada uno de nosotros individualmente, estás diciendo que Dios creó ese gusano que no puede vivir en ningún otro sitio que no sea el ojo de un niño inocente? Porque esto no me parece que coincida con un Dios lleno de misericordia.

Ha explicado que siente que la evidencia en todo el planeta muestra claramente que la evolución es la mejor manera de explicar la diversidad de la vida, y que «en lo que a mí respecta, si hay un ser supremo, escogió la evolución orgánica como la forma de llevar a la existencia al mundo natural».
En una entrevista en BBC Four con Mark Lawson, se le preguntó a Attenborough si en algún momento había tenido alguna fe religiosa. Él simplemente respondió «No». Sin embargo, niega expresamente ser ateo, como lo opuesto a agnóstico.
En 2002, Attenborough se unió a un esfuerzo dirigido por los principales clérigos y científicos para oponerse a la inclusión del creacionismo en el plan de estudios de las escuelas independientes del Reino Unido financiadas por el Estado y que reciben patrocinio privado, como la Fundación de Escuelas Emmanuel. En 2009 Attenborough declaró que el Libro del Génesis, al decir que el mundo estaba ahí para que la gente lo domine, había enseñado a generaciones a que pueden "dominar" el medio natural, y que esto ha dado lugar a la devastación de amplias zonas del medio ambiente. Attenborough explicó además a la revista científica Nature:

Éste es el motivo por el que el darwinismo, y el hecho de la evolución, es de gran importancia, porque es esa actitud la que ha llevado a tanta devastación, y estamos en la situación en la que estamos.

También a principios de 2009, la BBC difundió un programa de Attenborough especial de una hora, Charles Darwin y el árbol de la vida. En referencia al programa, Attenborough dijo:

La gente me escribe diciendo que la evolución es sólo una teoría. Bueno, no es una teoría. La evolución es un hecho histórico tan sólido como puedas concebir. Hay evidencias por todas partes. Lo que es una teoría es si la selección natural es el mecanismo y si es el único mecanismo. Eso sí es una teoría. Pero la realidad histórica de que los dinosaurios dieron lugar a las aves y los mamíferos produjeron ballenas, eso no es teoría.

Se opone firmemente al creacionismo y su rama "diseño inteligente", diciendo que un estudio que puso de manifiesto que una cuarta parte de los profesores de ciencias en las escuelas estatales creen que el creacionismo debería enseñarse junto con la evolución en las clases de ciencia fue «realmente terrible».
En marzo de 2009 Attenborough apareció en Friday Night, con Jonathan Ross. Attenborough dijo que sentía que la evolución no descarta la existencia de un Dios y aceptó el título de agnóstico diciendo: «Mi opinión es: no sé, de una manera o de otra, pero no creo que la evolución vaya en contra de una creencia en Dios».

### Otras causas
En mayo de 2005, fue nombrado patrocinador de la Asociación de la Presión Arterial del Reino Unido, que proporciona información y apoyo a las personas con hipertensión arterial.
Attenborough es uno de los patrocinadores de Population Matters, que promueve la reflexión sobre el impacto del crecimiento de la población en el medio ambiente.
Es también miembro honorario de BSES Expeditions, una joven organización sin ánimo de lucro que impulsa desafiantes expediciones de investigación científica en entornos remotos y salvajes.

## Obra

### Introducciones
Attenborough ha escrito la introducción o prefacio de numerosos libros, entre otros:
- African Jigsaw: A Musical Entertainment, Peter Rose y Anne Conlon (1986, Weinberger)
- Life in the Freezer: Natural History of the Antarctic, Alastair Fothergill (BBC Books, 1993), ISBN 0-563-36431-9
- Birds of Paradise: Paradisaeidae (Bird Families of the World series) Clifford B. Frith, Bruce M. Beehler, William T. Cooper (Illustrator) (Oxford University Press, 1998) ISBN 0-19-854853-2
- The Blue Planet, Andrew Byatt, Alastair Fothergill, Martha Holmes (BBC Books, 2001) ISBN 0-563-38498-0.
- Light on the Earth (BBC Books, 2005), dos décadas de imágenes procedentes de la BBC, ISBN 0-563-52260-7
- Planet Earth, Alastair Fothergill (BBC Books, 2006), ISBN 0-563-52212-7

### DVD

#### Programas principales
Muchos de sus programas se han publicado en video, aunque muchos de ellos están hoy descatalogados. Los DVD de los siguientes están disponibles:
- Life on Earth (TV series) (1979)
- The Living Planet (1984)
- Lost Worlds, Vanished Lives (1989)
- Trials of Life (1990)
- Life in the Freezer (1993)
- La vida privada de las plantas (1995)
- Survival Island (1996)
- The Life of Birds (1998)
- State of the Planet (2000)
- The Blue Planet (2001)
- The Life of Mammals (2002)
- Life in the Undergrowth (2005)
- Life in Cold Blood (2008)
- Great Wildlife Moments with David Attenborough (compilación)
- Great Natural Wonders and Greatest Wildlife Show on Earth (2005) (dos especiales sacados a la luz sólo en Australia)
- Wildlife Special: The Tiger
- Wildlife Special: The Eagle
- Wildlife Special: The Leopard
- Wildlife Special: The Serpent
- Attenborough in Paradise and Other Personal Voyages, que incluye siete documentales inéditos:
  - Attenborough in Paradise
  - The Lost Gods of Easter Island
  - The Amber Time Machine
  - Bowerbirds: The Art of Seduction
  - The Song of the Earth
  - A Blank on the Map
  - Life on Air
- The Life Collection, se tiene una presentación datada del 5 de diciembre de 2005
- Planet Earth (TV series) (2006)
- First Life (2010)
- Frozen Planet (2011)
- Kingdom of Plants (2012)
- Galapagos (2013)
- Micro Monsters 3D with David Attenborough (Serie de TV) (2013)
- David Attenborough's Natural Curiosities (Serie de TV) (2013-2014)

#### Narraciones
- A Zed & Two Noughts (película drama)
- Tarka the Otter, de Henry Williamson leído por David Attenborough (disponible en audiocassette, 1978)
- Yanomamo (entretenimineto musical, 1983) de Peter Rose and Anne Conlon; narración y publicación en audio.
- Ocean World (entretenimiento musical, 1990) de Peter Rose and Anne Conlon; narración y publicación en audio (incluye The Royal Festival Hall); se han editado ediciones en video
- Planet Earth (TV series)*
- Tom Harrisson: The Barefoot Anthropologist (documental, 2006-2007)
- Climate Change: Britain Under Threat (documental, 21 de enero de 2007)
- Biophilia Tour, Björk. Narra una breve introducción al comienzo del show. (espectáculo musical en vivo, 2011)
- África (2013) de BBC. Mini serie sobre el continente africano (Presentación en la versión inglesa).
- Life Story (2014) de BBC. Narración de la serie (Presentación del episodio 1 en la versión inglesa).
- Aparece en algunos de los vídeos musicales que componen la obra Symphony of Science de John Boswell: «The Unbroken Thread»,[8] «Children of Africa (The Story of Us)»,[9] «The Greatest Show on Earth»[10] y «Our Biggest Challenge (Climate Change Music Video)».[11]
- Our planet 2019 Netflix, Con Sir David Attenborough como narrador en la versión original y Penélope Cruz en la versión doblada, mientras que Salma Hayek se encarga del doblaje de la versión mexicana.
- Our Planet: Behind the Scenes (Serie de TV) Netflix, Con Sir David Attenborough como narrador en la versión original y Penélope Cruz en la versión doblada, mientras que Salma Hayek se encarga del doblaje de la versión mexicana.

#### Locución
- Es la voz en los comentarios de museo de Robbie the Reindeer: Legend of the Lost Tribe.

### Otros programas

#### Autor y productor
- Zoo Quest
- Eastwards with Attenborough
- The Tribal Eye

#### Productor
- Desde el año 1986 hasta el 1991, el Queen's Christmas Message.

## Distinciones

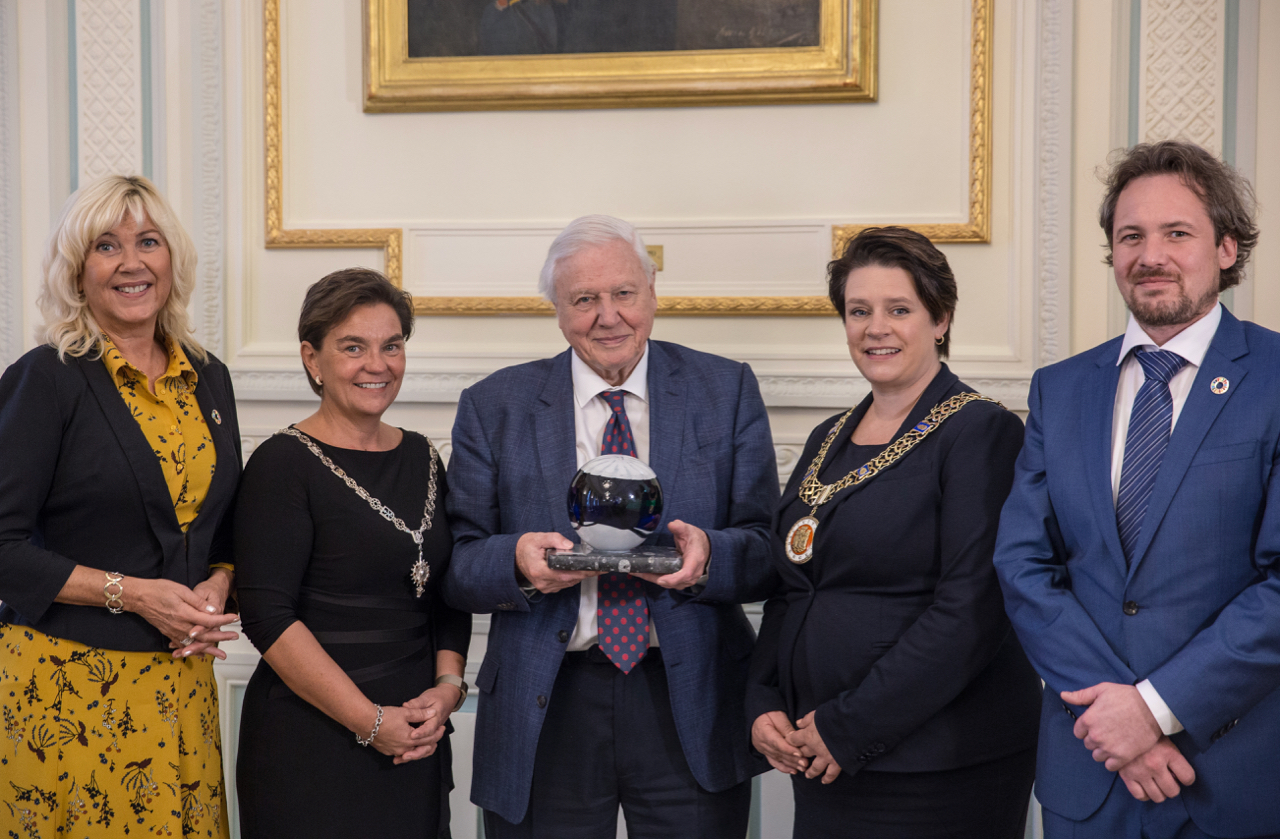
Attenborough en 2018, recibiendo un premio honorífico, por su labor en favor de la sostenibilidad, de la mano del Bergen Business Council y Fana Sparebank.

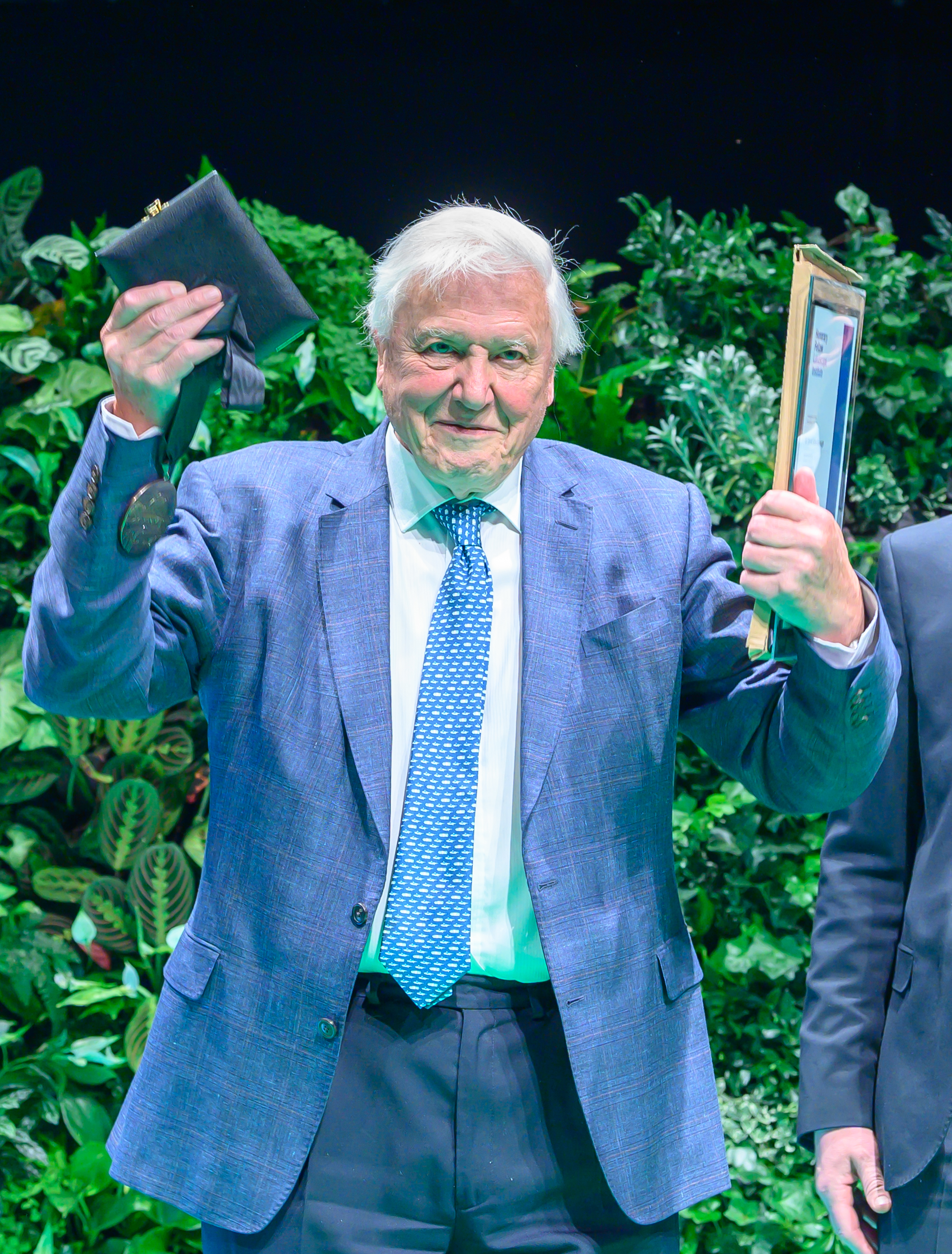
Attenborough en 2019, recibiendo la Medalla del Landscape Institute a la trayectoria, volviéndose miembro honorario

- 1970: Premio Desmond Davis de BAFTA
- 1972: Medalla y Premio Cherry Kearton de la Royal Geographical Society[12]
- 1974: Comendador de la Orden del Imperio Británico (CBE) por los servicios prestados a la conservación de la naturaleza[13]
- 1980: BAFTA Fellowship[14]
- 1981: Premio Kalinga de la UNESCO[15]
- 1983: Miembro de la Royal Society (FRS) bajo el estatuto 12[16]
- 1985: Knight Bachelor[13]
- 1991: Comendador de la Real Orden Victoriana (CVO) por producir el mensaje navideño televisivo de Isabel II desde 1986[13]
- 1991: Miembro honorario extranjero de la Academia Estadounidense de las Artes y las Ciencias[17]
- 1996: Medalla Internacional Kew[18]
- 1996: Orden de los Compañeros de Honor (CH) por los servicios prestados a la radiodifusión de la naturaleza[13]
- 1997:Título honorífico otorgado por Universidad de Gante[19]
- 1998: Premio Internacional Cosmos[20]
- 2000: Medalla de la Royal Society for the Protection of Birds[21]
- 2003: Premio Michael Faraday otorgado por la Royal Society
- 2004: Premio Descartes a las acciones destacadas de comunicación científica
- 2004: Medalla Caird de el Museo Marítimo Nacional
- 2004: Premio Mundial de Educación José Vasconcelos otorgado por el Consejo Cultural Mundial
- 2005: Orden del Mérito (OM)[13]
- 2005: Premio Nierenberg para la Ciencia de Interés Público
- 2006: Premio de reconocimiento especial de la National Television Awards
- 2006: Medalla del Institute of Ecology and Environmental Management en reconocimiento a su destacada contribución a la percepción y comprensión pública de la ecología[22]
- 2006: The Culture Show Premio al Icono Británico
- 2007: British Naturalists' Association Peter Scott Memorial Award
- 2007: Miembro de la Sociedad de Anticuarios de Londres
- 2008: La Royal Photographic Society concedió a Attenborough su medalla Progress y su beca honorífica en reconocimiento a cualquier invención, investigación, publicación u otra contribución que haya supuesto un avance importante en el desarrollo científico o tecnológico de la fotografía o la imagen en el sentido más amplio.
- 2009: Premio Principe de Asturias[23]
- 2010: Premio Fonseca
- 2010: Medalla del Queensland Museum[24]
- 2011: Medalla de los fundadores de la Society for the History of Natural History
- 2011: Personalidad del año por la Association for International Broadcasting AIB International TV
- 2012: Phillips Memorial Medal de la UICN por su destacado servicio en la conservación internacional[25]
- 2015: Premio Peabody[26]
- 2017: Premio de la Britain-Australia Society por su destacada contribución al fortalecimiento del entendimiento y las relaciones bilaterales entre Gran Bretaña y Australia[27]
- 2017: Miembro Honorario de la Sociedad de Naturalistas de Moscú[28]
- 2017: Medalla de oro de la Real Sociedad Geográfica Canadiense[29]
- 2018: Premio Primetime Emmy al Mejor Narrador[30]
- 2018: Premio de la The Perfect World Foundation al conservacionista del año
- 2019: Premio Primetime Emmy al Mejor Narrador[31]
- 2019: Medalla del Landscape Institute por su trayectoria profesional[32]
- 2019: Miembro honorario del Landscape Institute (HonFLI)[32]
- 2019: Crystal Award del Foro Económico Mundial[33][34]
- 2020: Orden de San Miguel y San Jorge (GCMG) por los servicios prestados a la radiodifusión televisiva y a la conservación[13][35]
- 2022: Nominado para el premio Nobel de la Paz.[36]

### Legado en Asturias como Premio Príncipe de Asturias de Ciencias Sociales 2009

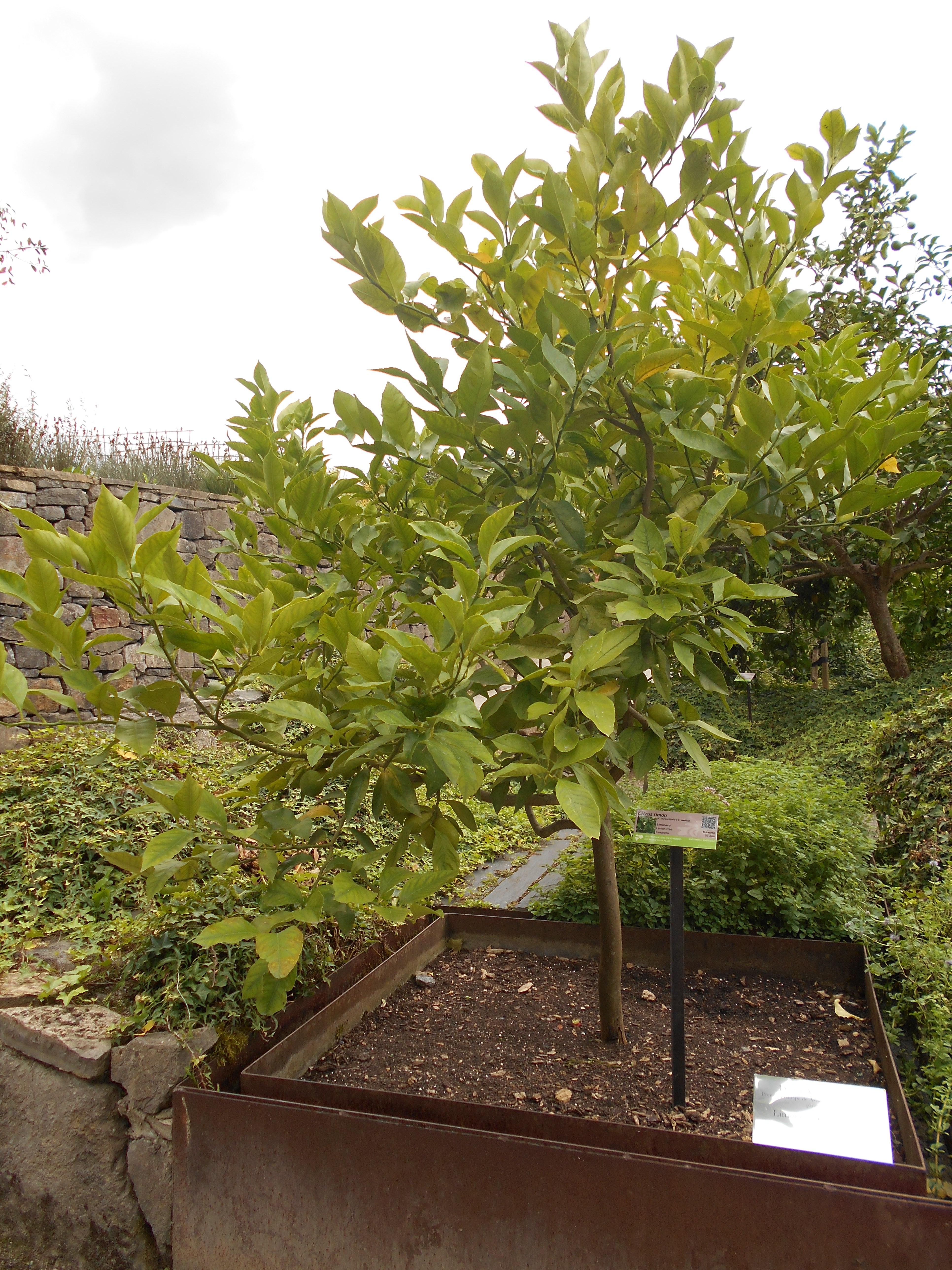
Limonero plantado por Attenborough en el Jardín Botánico Atlántico de Gijón, con motivo del Premio Príncipe de Asturias.

El 22 de octubre de 2009, el naturalista y comunicador británico dejó en el Jardín Botánico Atlántico de Gijón un testimonio vivo de su compromiso de defensa y conservación de nuestro planeta, limonero que años más tarde sigue recordándonos nuestra responsabilidad para con el ambiente y en definitiva, para que sea posible «La vida en la Tierra».[cita requerida]
El 2015 ha sido primer año en dar frutos tal y como se recoge en el estudio fenológico realizado, desde su plantación, por la Asociación de Amigos del Botánico y la Universidad de Oviedo. Desde su ubicación en la zona de «Frutales del viejo mundo» recibe cuidados especiales cuando llega el invierno en compañía de otros frutales, como el pomelo (Citrus maxima) plantado por la escritora Fatema Mernissi reconocida con el Premio Príncipe de Asturias de las letras 2003.

También dejó frases como éstas:
«Todo lo que tomamos de la tierra tiene un coste. Apagar una luz no va a salvar el mundo, pero puede limitar la afectación que realizamos sobre el medio ambiente».
«En mi país ningún político se considera creíble si no incorpora en su programa una serie de propuestas sobre medio ambiente».

«Nosotros solo somos observadores privilegiados del medio natural».

## Taxones eponímicos
- Acisoma attenboroughi, una libélula Anisoptera de Madagascar, dedicada por su 90 cumpleaños.[38]
- Attenborosaurus, género de plesiosaurio del Jurásico Inferior.[39]
- Attenborites, un fósil enigmático del Ediacárico.[40][41]
- Attenboroughctena, género de ctenóforo del mar Mediterráneo[42]
- Blakea attenboroughii, árbol de Ecuador.[43][44]
- Cascolus ravitis, crustáceo del Silúrico. Cascolus: del latín castrum 'lugar fortificado' y colus 'habitar en' por transcripción de su apellido en inglés antiguo y ravitis de Ratae (Leicester en latín), vita, 'vida' y commeatis 'un mensajero', por su educación en la Universidad de Leicester.[40][45]
- Cichlidogyrus attenboroughi, parásito del pez Benthochromis horii en el lago Tanganica.[46]
- Ctenocheloides attenboroughi, crustáceo talasinideo de Madagascar.[47]
- Electrotettix attenboroughi, langosta pigmea del Burdigaliense de la República Dominicana.[48]
- Euptychia attenboroughi, una mariposa de la familia Nymphalidae.
- Materpiscis attenboroughi, un placodermo del Devónico Superior.[49]
- Mesosticta davidattenboroughi, una libélula del Cretácico.[40]
- Microleo attenboroughi, un marsupial del Mioceno.[40]
- Myotis attenboroughi, un murcielago de la isla caribeña de Togo.
- Nepenthes attenboroughii, planta insectívora de Filipinas.[50]
- Prethopalpus attenboroughi, una araña australiana.[51]
- Pristimantis attenboroughi, una rana de los Andes peruanos.
- Sitana attenboroughii, un iguanio del sur de la India.
- Trigonopterus attenboroughi, un gorgojo no volador de Indonesia.
- Zaglossus attenboroughi o equidna de hocico largo de Attenborough, monotrema australiano.[52]